# Anthony Barry (Fußballspieler)
Anthony Jonathan Barry (* 29. Mai 1986 in Liverpool) ist ein ehemaliger englischer Fußballspieler und heutiger -trainer.

## Karriere

### Spieler
Zur Saison 2004/05 wechselte er von der U18 des FC Everton zur U21 von Coventry City. Im März 2005 kam er dann bei der ersten Mannschaft von Accrington Stanley in der League Two unter. Bereits im Januar 2006 wechselte er dann schon weiter zu Yeovil Town in die League One. Dort spielte er nun bis zum Ende der Spielzeit 2007/08 und ging danach zu Chester City. Im Januar 2010 schloss er sich nun dem AFC Wrexham an, wo er aber nicht einmal einen Monat blieb, sondern nach wenigen Tagen schon wieder weiter zu Fleetwood Town wechselte. Mit diesen stieg er aus der Conference schließlich wieder in die League Two auf.
Zur Spielzeit 2013/14 ging es für ihn mit seinem Wechsel zu den Forest Green Rovers aber wieder zurück in die National League. Diese verliehen ihn im Oktober 2010 wiederum zu Accrington Stanley, wo er schon vor ein paar Jahren aktiv war. Dort blieb er dann bis Ende Mai 2015 und wechselte zur Folgesaison auch fest wieder zu dem Klub. Die Spielzeit 2016/17 verbrachte er dann nochmal beim AFC Wrexham und beendete danach seine Karriere als Spieler.

### Trainer
Unter Paul Cook war er von der Saison 2017/18 bis zum Ende der Spielzeit 2019/20 Co-Trainer bei Wigan Athletic. Ab der Saison 2020/21 war er im Trainerstab des FC Chelsea durchgehend vertreten. Im April 2023 wechselte er zum FC Bayern München. Dort assistierte er – wie zuvor auch schon beim FC Chelsea – an der Seite von Thomas Tuchel. Er verließ den FC Bayern ebenso wie Tuchel nach der Saison 2023/24.
Von Februar 2021 bis Februar 2022 war Barry Co-Trainer der irischen Nationalmannschaft in Zusammenarbeit mit Stephen Kenny. Nebst seinem Job im Verein ist er seit Februar 2022 auch im Trainerteam von Roberto Martínez tätig, zunächst bei der belgischen Nationalmannschaft, seit Anfang 2023 bei der portugiesischen Nationalmannschaft.